# 帕尼莱古万
帕尼莱古万（法語：Pagny-lès-Goin，法語發音：[paɲi lɛ ɡwɛ̃]，意为“古万附近的帕尼”）是法国摩泽尔省的一个市镇，属于梅斯区。

## 地理
帕尼莱古万（48°58'19"N, 6°13'9"E）面积5.17 平方千米，位于法国大東部大區摩泽尔省，该省份为法国东北部内陆省份，是洛林的一部分，西南接默尔特-摩泽尔省，东临下莱茵省，北与卢森堡和德国接壤。
与帕尼莱古万接壤的市镇（或旧市镇、城区）包括：古万、卢维尼、圣瑞尔、维尼。

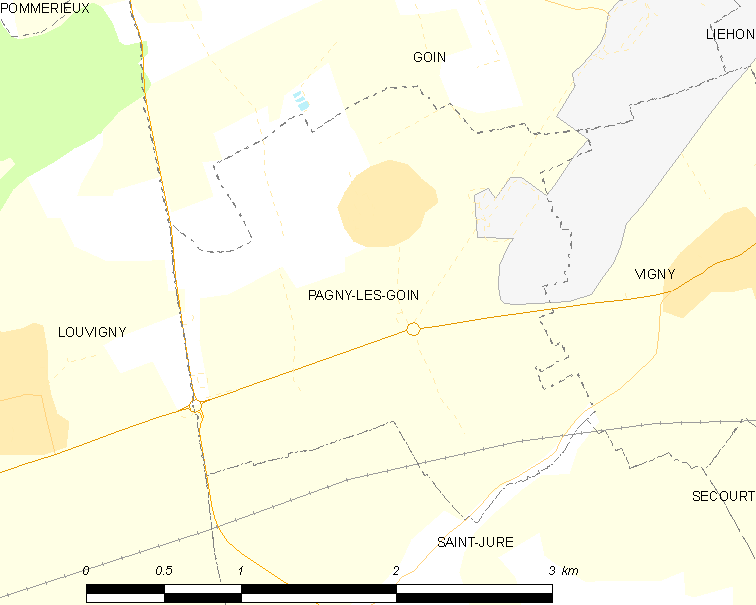
帕尼莱古万的OSM定位图

帕尼莱古万的时区为UTC+01:00、UTC+02:00（夏令时）。

## 行政
帕尼莱古万的邮政编码为57420，INSEE市镇编码为57532。

## 政治
帕尼莱古万所属的省级选区为福尔克蒙县。

## 人口

1962-2008年间帕尼莱古万人口变化图示

帕尼莱古万于2022年1月1日时的人口数量为231人。